# Дато Марсагішвілі
Давіт «Дато» Марсагішвілі  (груз. დავით "დათო" მარსაგიშვილი, 30 березня 1991) — грузинський борець вільного стилю, дворазовий чемпіон Європи, призер чемпіонату світу, олімпійський медаліст.

## Біографія
Боротьбою почав займатися з 1997 року.

## Спортивні результати на міжнародних змаганнях

### Виступи на Олімпіадах
| Змагання                    | Збірна | Вагова категорія          | Місце  |
| --------------------------- | ------ | ------------------------- | ------ |
| Літні Олімпійські ігри 2012 | Грузія | вільна боротьба, до 84 кг | Бронза |

### Виступи на Чемпіонатах світу
| Змагання                        | Збірна | Вагова категорія          | Місце  |
| ------------------------------- | ------ | ------------------------- | ------ |
| Чемпіонат світу з боротьби 2010 | Грузія | вільна боротьба, до 84 кг | 8      |
| Чемпіонат світу з боротьби 2011 | Грузія | вільна боротьба, до 84 кг | Бронза |
| Чемпіонат світу з боротьби 2013 | Грузія | вільна боротьба, до 84 кг | 10     |
| Чемпіонат світу з боротьби 2014 | Грузія | вільна боротьба, до 86 кг | 9      |

### Виступи на Чемпіонатах Європи
| Змагання                         | Збірна | Вагова категорія          | Місце  |
| -------------------------------- | ------ | ------------------------- | ------ |
| Чемпіонат Європи з боротьби 2011 | Грузія | вільна боротьба, до 84 кг | Срібло |
| Чемпіонат Європи з боротьби 2012 | Грузія | вільна боротьба, до 84 кг | Золото |
| Чемпіонат Європи з боротьби 2013 | Грузія | вільна боротьба, до 84 кг | Золото |
| Чемпіонат Європи з боротьби 2014 | Грузія | вільна боротьба, до 86 кг | 5      |
| Чемпіонат Європи з боротьби 2016 | Грузія | вільна боротьба, до 86 кг | Бронза |
| Чемпіонат Європи з боротьби 2017 | Грузія | вільна боротьба, до 86 кг | 5      |

### Виступи на Кубках світу
| Змагання                    | Збірна | Вагова категорія          | Місце  |
| --------------------------- | ------ | ------------------------- | ------ |
| Кубок світу з боротьби 2012 | Грузія | вільна боротьба, до 84 кг | Срібло |
| Кубок світу з боротьби 2016 | Грузія | вільна боротьба, до 86 кг | Бронза |
| Кубок світу з боротьби 2017 | Грузія | вільна боротьба, до 86 кг | 7      |

### Виступи на інших змаганнях
| Змагання                                     | Збірна | Вагова категорія          | Місце  |
| -------------------------------------------- | ------ | ------------------------- | ------ |
| Вогні Москви 2011                            | Грузія | вільна боротьба, до 96 кг | 5      |
| Київський Міжнародний турнір з боротьби 2012 | Грузія | вільна боротьба, до 84 кг | Золото |
| Турнір Яшара Догу 2013                       | Грузія | вільна боротьба, до 84 кг | Золото |
| Золотий Гран-прі з боротьби 2013 (Сассарі)   | Грузія | вільна боротьба, до 96 кг | 8      |
| Турнір Степана Саргісяна 2013                | Грузія | вільна боротьба, до 84 кг | Срібло |
| Міжнародний турнір Дінмухамеда Кунаєва 2013  | Грузія | вільна боротьба, до 84 кг | Золото |
| Золотий Гран-прі з боротьби 2013 (Баку)      | Грузія | вільна боротьба, до 84 кг | Бронза |
| Турнір Олександра Медведя 2015               | Грузія | вільна боротьба, до 97 кг | 26     |
| Турнір Яшара Догу 2015                       | Грузія | вільна боротьба, до 97 кг | Срібло |
| Турнір Степана Саргісяна 2015                | Грузія | вільна боротьба, до 86 кг | 5      |
| Турнір Олександра Медведя 2016               | Грузія | вільна боротьба, до 86 кг | Бронза |
| Золотий Гран-прі з боротьби 2016             | Грузія | вільна боротьба, до 86 кг | Бронза |